# Alan Van Heerden
Alan Van Heerden (Johannesburg, 11 december 1954 - 15 december 2009) was een  Zuid-Afrikaans wielrenner.
Hij overleed als gevolg van een motorongeval nabij Johannesburg.

## Belangrijkste overwinningen
1972
- Zuid-Afrikaans kampioen Achtervolging (baan), Amateurs

1975
- Zuid-Afrikaans kampioen Achtervolging (baan), Amateurs

1977
- Zuid-Afrikaans kampioen kilometer (baan), Amateurs

1978
- Zuid-Afrikaans kampioen Achtervolging (baan), Amateurs

1979
- 7e etappe Giro d'Italia

1981
- Vodacom Rapport Tour

## Resultaten in voornaamste wedstrijden
| Jaar | Ronde van Italië | Ronde van Frankrijk | Ronde van Spanje |
| ---- | ---------------- | ------------------- | ---------------- |
| 1979 | 75e (1)          |                     |                  |
| 1980 |                  |                     |                  |

| Jaar | Gent-Wevelgem | Ronde van Vlaanderen | Parijs-Tours |
| ---- | ------------- | -------------------- | ------------ |
| 1979 | 55e           |                      | 111e         |
| 1980 |               | 40e                  |              |

## Ploegen
- 1979 - Peugeot-Esso-Michelin
- 1980 - Peugeot-Esso-Michelin
- 1981 - Peugeot-Esso-Michelin
- 1985 - Southern Sun-Peugeot
- 1986 - Southern Sun-Peugeot
- 1987 - Individuele sponsor
- 1988 - Southern Sun-M Net
- 1988 - Individuele sponsor
- 1990 - Individuele sponsor
- 1991 - Individuele sponsor